# Cryosophileae
Cryosophileae es una tribu de palmeras de la subfamilia Coryphoideae.  La tribu se extiende desde el sur de Sudamérica, a través de Centroamérica, hasta México y el Caribe
. Incluye géneros del Nuevo Mundo antes incluidos en la tribu Thrinacinae, que se dividió después de estudios filogenéticos moleculares que demostraron que los miembros de la tribu del Viejo Mundo y el Nuevo Mundo   no estaban estrechamente relacionados.

## Descripción
Los miembros de la tribu son las palmas con forma de abanico (o palmadas), las hojas florecen varias veces a lo largo de su vida útil. Por lo general son hermafroditas ( los órganos sexuales, macho y hembra, están presentes conjuntamente en las flores), pero algunas especies son poligamodioicos, en el que algunas plantas tienen flores masculinas y hermafroditas, mientras que otras tienen una mezcla de flores femeninas y hermafroditas.

## Taxonomía
Cryosophileae es una tribu dentro de la subfamilia Coryphoideae.  Dentro de la subfamilia, es un taxón hermano a la Sabaleae  (que solo incluye a un solo género, Sabal).
En la primera edición de Genera Palmarum (1987), Natalie Uhl y Dransfield John colocó una gran variedad de géneros del Nuevo Mundo y del Mundo Antiguo en la subtribu Thrinacinae. Tras el análisis filogenético se demostró que los miembros de la Thrinacinae del Viejo Mundo y del Nuevo Mundo,  no están estrechamente relacionados. Como consecuencia de esto, se pusieron nuevas especies en una nueva tribu, la Cryosophileae, mientras que la especie del Viejo Mundo fueron colocados en la subtribu Rhapidinae, que fue trasladada a la tribu Livistoneae.